# Jamblih
Jamblih iz Halkide (grč. Ἰάμβλιχος) (Halkida (današnji Qinnesrin), Sirija, o.250. - ?, o.330.), grčki novoplatonistički filozof iz Sirije i jedan od posljednjih značajnijih predstavnika antičke filozofije.
Bio je učenik Anatolija i Porfirija od kojih je prihvatio novoplatonizam u koji je unio mnogo elemenata iz orijentalnih religija. Vjeruje se da bio upućen u ezoterični svijet Egipćana i Kaldejaca.

## Životopis
Rodio se o. 250. godine u Halkidi na sjeveru Sirije. Postao je učenik filozofa Porfirija s kojim je studirao u Rimu ili na Siciliji, da bi se oko 305. godine vratio u Siriju i osnovao vlastitu filozofsku školu u Apameji kod Antiohije.

## Djela
Napisao je veliki broj radova od kojih većina nije sačuvana u cijelosti. Napisao je djelo Kolekcija pitagorejske doktrine u deset knjiga od kojih su se sačuvale samo prve četiri i fragmenti pete knjige. Sačuvani su također fragmenti komentara Platonovih djela (Alkibijad I, Fedon, Sofist, Fedar, Fileb, Timej, Parmenid), spis O duši, razna pisma i djela o artimetici u fizici, etici i teologiji.
Najutjecajnije djelo mu je Odgovor učitelja Abammona Porfirijevom pismu Anebu i rješenja njegovih aporija ili O egipatskim misterijama (De mysteriis Aegyptorum, naziv koji potječe iz latinskog prijevoda Marsilia Ficina) u kojem opisuje visoku magiju koja djeluje kroz komunikaciju s bogovima.